# Baye (Marne)
Baye és un municipi francès, situat al departament del Marne i a la regió del Gran Est. L'any 2007 tenia 377 habitants.

## Demografia

### Població
El 2007 la població de fet de Baye era de 377 persones. Hi havia 150 famílies, de les quals 54 eren unipersonals (27 homes vivint sols i 27 dones vivint soles), 50 parelles sense fills, 31 parelles amb fills i 15 famílies monoparentals amb fills.
La població ha evolucionat segons el següent gràfic:
Habitants censats

### Habitatges
El 2007 hi havia 188 habitatges, 160 eren l'habitatge principal de la família, 9 eren segones residències i 19 estaven desocupats. 169 eren cases i 17 eren apartaments. Dels 160 habitatges principals, 121 estaven ocupats pels seus propietaris, 31 estaven llogats i ocupats pels llogaters i 8 estaven cedits a títol gratuït; 7 tenien dues cambres, 25 en tenien tres, 44 en tenien quatre i 84 en tenien cinc o més. 121 habitatges disposaven pel capbaix d'una plaça de pàrquing. A 87 habitatges hi havia un automòbil i a 58 n'hi havia dos o més.

### Piràmide de població
La piràmide de població per edats i sexe el 2009 era:
| Homes | Edats   | Dones |
| ----- | ------- | ----- |
| 0     | 95 o +  | 0     |
| 0     | 90 a 94 | 0     |
| 0     | 85 a 89 | 4     |
| 4     | 80 a 84 | 0     |
| 8     | 75 a 79 | 16    |
| 16    | 70 a 74 | 28    |
| 12    | 65 a 69 | 20    |
| 4     | 60 a 64 | 8     |
| 4     | 55 a 59 | 4     |
| 16    | 50 a 54 | 16    |
| 4     | 45 a 49 | 4     |
| 32    | 40 a 44 | 8     |
| 8     | 35 a 39 | 24    |
| 12    | 30 a 34 | 16    |
| 12    | 25 a 29 | 16    |
| 4     | 20 a 24 | 12    |
| 8     | 15 a 19 | 8     |
| 20    | 10 a 14 | 8     |
| 8     | 5 a 9   | 4     |
| 8     | 0 a 4   | 8     |

## Economia
El 2007 la població en edat de treballar era de 244 persones, 162 eren actives i 82 eren inactives. De les 162 persones actives 151 estaven ocupades (84 homes i 67 dones) i 10 estaven aturades (4 homes i 6 dones). De les 82 persones inactives 30 estaven jubilades, 9 estaven estudiant i 43 estaven classificades com a «altres inactius».

### Ingressos
El 2009 a Baye hi havia 165 unitats fiscals que integraven 358 persones, la mediana anual d'ingressos fiscals per persona era de 17.173 €.

### Activitats econòmiques
Dels 11 establiments que hi havia el 2007, 1 era d'una empresa alimentària, 1 d'una empresa de fabricació de material elèctric, 2 d'empreses de construcció, 3 d'empreses de comerç i reparació d'automòbils, 2 d'empreses d'hostatgeria i restauració i 2 d'empreses de serveis.
Dels 3 establiments de servei als particulars que hi havia el 2009, 1 era un taller de reparació d'automòbils i de material agrícola, 1 paleta i 1 electricista.
L'únic establiment comercial que hi havia el 2009 era una fleca.
L'any 2000 a Baye hi havia 45 explotacions agrícoles que ocupaven un total de 814 hectàrees.

## Poblacions més properes
El següent diagrama mostra les poblacions més properes.